# Alfonso Tusell
Alfonso Tusell Alonso (Barcellona, 11 aprile 1906 – Barcellona, 23 febbraio 1960) è stato un pallanuotista spagnolo.

## Carriera

### Nazionale
Partecipa alle Olimpiadi del 1920 nella rappresentativa spagnola, giocando due partite. Grazie a questa partecipazione, è a tutt'oggi il più giovane giocatore di pallanuoto sceso in campo in una competizione olimpica, a quattordici anni e centotrentaquattro giorni.